# Ligação phi
Na química, as ligações phi (ligações φ) são ligações químicas covalentes nas quais seis lóbulos de um orbital atômico se sobrepõem a seis lóbulos de outro orbital atômico. Essa sobreposição leva à formação de um orbital molecular ligante com três planos nodais que contêm o eixo internuclear e passam por ambos os átomos.
A letra grega φ em seu nome se refere aos orbitais f, uma vez que a simetria orbital da ligação φ é a mesma do tipo usual (de 6 lóbulos) de orbitais f quando vista por baixo do eixo da ligação.
Havia, em 2005, um possível candidato conhecido a uma molécula com ligação phi (uma ligação U−U na molécula U2). No entanto, estudos posteriores que explicaram as interações spin-órbita descobriram que a ligação era apenas uma de quarta ordem. Desde então (2020), não há moléculas conhecidas contendo ligações phi.